# 5273 Peilisheng
5273 Peilisheng (1982 DQ6) là một tiểu hành tinh vành đai chính được phát hiện ngày 16 tháng 2 năm 1982 bởi Đài thiên văn Tử Kim Sơn ở Xinglong.